# Station Brunico-Bruneck
Station Brunico-Bruneck is een spoorwegstation aan de Pustertalspoorlijn in de stad Bruneck (Italië-Zuid-Tirol).
De stationsnaam wordt volgens de regels van Trenitalia in het Italiaans aangegeven, gevolgd door het Duits als lokale taal.

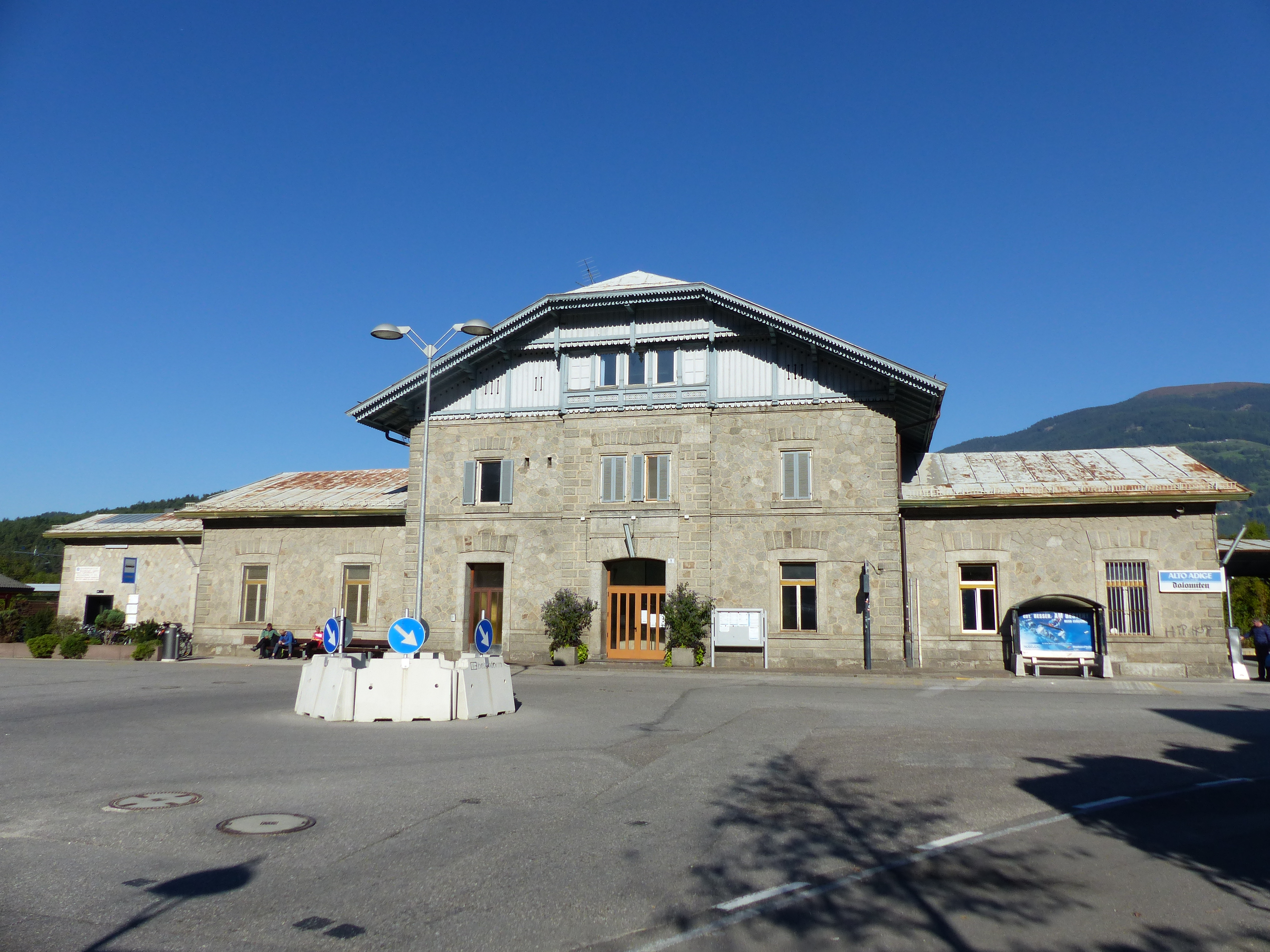
Vooraanzicht van het station